# أخ
الأخ (الجمع: إخوة وإخوان) تعني صبي أو رجل له نفس الأب والأم. كما يمكن أن يكونا أخوين بالرضاعة من أبوين وأمين مختلفين ورضعا من امرأة واحدة ثلاث رضعات مشبعات فأصبحا بذلك أخوين بالرضاعة. وهناك أيضا الأخ غير الشقيق ويعني الأخ من أب واحد وأم مختلفة أو العكس.
كما يستخدم مصطلح أخ للإشارة إلى أن شخص ما ينتمي لمجموعة فكرية أو عقائدية مشتركة.